# VideoSport MK2
VideoSport MK2 là một hệ máy chơi trò chơi điện tử tại gia chuyên dụng do hãng Henry's, nhà bán lẻ truyền hình và thiết bị Hi-fi của Anh sản xuất, bắt đầu chào bán ra thị trường từ năm 1974 hoặc đầu năm 1975 cho đến năm 1977. Khách hàng có thể mua hệ máy chơi game này tại các cửa hàng hoặc chuyển giao qua đường bưu điện. Giá gốc là 34,72 bảng Anh; nó giảm xuống còn 29,50 bảng vào tháng 5 năm 1976 và xuống 20,20 bảng sau này vào năm 1976 hoặc đầu năm 1977. Đến tháng 5 năm 1976, nhà sản xuất đã bán được hơn 10.000 chiếc VideoSport MK2.
Đây là một trong những máy chơi trò chơi điện tử đầu tiên của châu Âu.

## Phần cứng

### Hệ máy và tay cầm

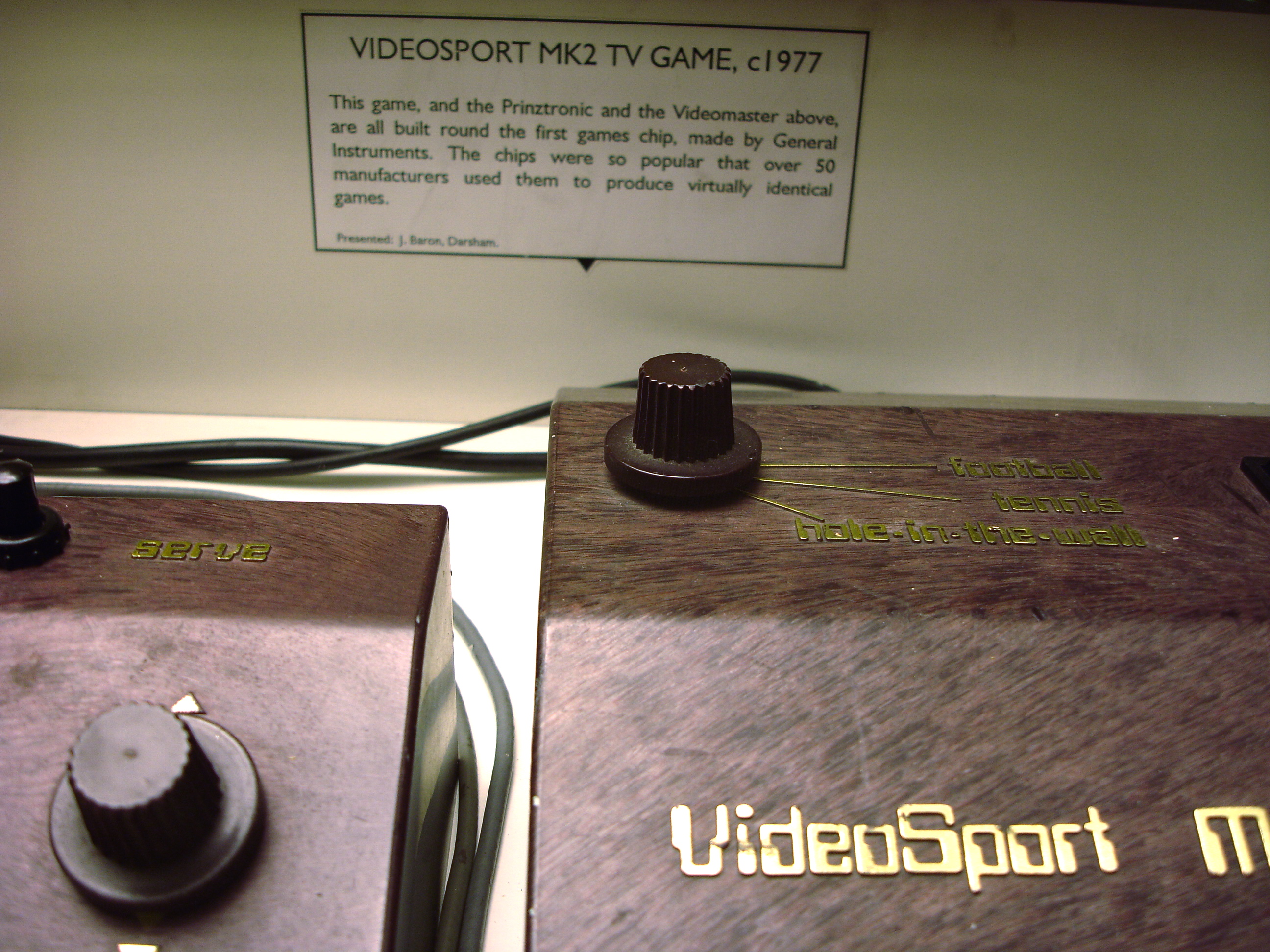
Cận cảnh VideoSport MK2 cho thấy nút ấn được dùng để chọn giữa ba tựa game của hệ máy này.

Hệ máy chơi game này có phần thân chính giữa chỉ có một công tắc nguồn và một núm xoay để chọn chơi một trong ba tựa game: Football, Tennis/Pong và Hole-in-the-wall. Có hai tay cầm kèm theo dây cáp kết nối với máy chơi game, mỗi tay cầm có hai nút nhấn (để di chuyển dọc và ngang) và một nút nữa (để giao bóng và phát bóng vào khung thành). Có hai biến thể của hệ máy này, VideoSport MK2 bản gốc có chữ vàng và VideoSport MK2 về sau không có chữ vàng, có vẻ như nhằm làm giảm bớt chi phí sản xuất. VideoSport MK2 chủ yếu được hãng cho lắp ráp bằng tay và màu sắc của các nút ấn phụ thuộc vào những bộ phận được mua "nhanh chóng".

### Thông số kỹ thuật
Bên trong chiếc máy chơi game này, chỉ có hai mạch tích hợp kiểu TTL, mỗi mạch chứa bốn cổng NAND. Mạch còn lại chỉ bao gồm các linh kiện rời rạc. Nguồn điện chỉ được cung cấp duy nhất thông qua dòng điện chính.